# Salmo montenigrinus
La trucha de Montenegro (Salmo montenigrinus) es una especie de pez de la familia de los salmónidos.

## Morfología
Se ha descrito una longitud máxima de 26 cm. Se distingue de otras truchas de los Balcanes por la combinación de los siguientes caracteres: maxilar corto pero profundo, 21 a 23 branqui-espinas, profundidad del cuerpo 25 a 28 % de su longitud, 15 a 17 escamas entre la base de la aleta adiposa y la línea lateral, espalda y la parte superior de la cabeza de color amarillento, manchas que parecen puntos negros pequeños y numerosos, más densas debajo de la línea lateral, así como manchas rojas distribuidas de manera más uniforme.

## Distribución y hábitat
Se distribuye por toda la cuenca fluvial del río Morača, en Montenegro, y por parte de la cuenca del río Neretva, en Bosnia y Herzegovina. Prefiere los tramos del río con agua rápida y transparente, así como en las pequeñas cascadas. Despva en primavera.